# Tennistoernooi van Dubai 2012
Het tennistoernooi van Dubai van 2012 werd van 20 februari tot en met 3 maart 2012 gespeeld op de hardcourt-buitenbanen van het Aviation Club Tennis Centre in Dubai, de hoofdstad van het gelijknamige emiraat in de Verenigde Arabische Emiraten. De officiële naam van het toernooi was Duty Free Tennis Championships.
Het toernooi bestond uit twee delen:
- WTA-toernooi van Dubai 2012, het toernooi voor de vrouwen, van 20 tot en met 25 februari 2012
- ATP-toernooi van Dubai 2012, het toernooi voor de mannen, van 27 februari tot en met 3 maart 2012

ATP-toernooi van Dubai – WTA-toernooi van Dubai

2001 · 2002 · 2003 · 2004 · 2005 · 2006 · 2007 · 2008 · 2009 · 2010 · 2011 · 2012 · 2013 · 2014 · 2015 · 2016 · 2017 · 2018 · 2019 · 2020 · 2021 · 2022 · 2023 · 2024 · 2025